# Johann Karl Wilhelm Illiger
Johann Karl Wilhelm Illiger (19. listopadu 1775 Braunschweig – 10. května 1813 Berlín) byl německý entomolog a zoolog.
Narodil se v roce 1775 jako syn obchodníka v Braunschweigu. Studoval u entomologa Johanna Hellwiga a později začal pracovat na přírodovědných sbírkách Johanna Centuriuse Hoffmannsegga. Od roku 1810 až do své smrti vynikal jako ředitel a profesor v Zoologickém muzeu v Berlíně.
Illiger byl autorem Prodromus systematis et mammalium avium (1811), díla, které opravuje Linneovu systematiku. Částečně i díky němu se používá název pro skupinu organismů čeleď. Přeopravil také informace v Magazin für Insektenkunde, dnes známého také pod názvem Illigerův časopis.

## Práce
- Beschreibung einiger neuer Käfer, in: Schneider's entomologisches Magazin (1794)
- Nachricht von einer in etlichten Gersten- und Haferfeldern um Braunschweig wahrscheinlich durch Insecten verursachten Verheerung, in: Brauschweigisches Magazin 50 (1795).
- Verzeichniß der Käfer Preußens. Entworfen von Johann Gottlieb Kugelann (1798)
- Die Wurmtrocknis des Harzes, in: Braunschweigisches Magazin 49-50(1798)
- Die Erdmandel, in: Braunschweigisches Magazin 2 (1799)
- Versuch einer systematischen vollständigen Terminologie für das Thierreich und Pflanzenreich (2006)
- Zusätze und Berichte zu Fabricius Systema Eleutheratorus. Magazin fur Insektenkunde 1. viii + 492 pp.(1802).
- Über die südamerikanischen Gürtelthiere, in: Wiedemann's Archiv für die Zoologie (1804).
- Die wilden Pferde in Amerika, in: Braunschweigisches Magazin 7/(1805).
- Nachricht von dem Hornvieh in Paraguay in Südamerika, in: Braunschweigisches Magazin 15-16 (1805).
- Nachlese zu den Bemerkungen, Berichtigungen und Zusätzen zu Fabricii Systema Eleutheratorum Mag. fur Insektenkunde. 6:296-317 (1807).
- Vorschlag zur Aufnahme im Fabricischen Systeme fehlender Käfergattungen. Mag. fur Insektenkunde 6:318-350 (1807).
- Prodromus Systematis Mammalium et Avium (1811).